# Voitures circulaires

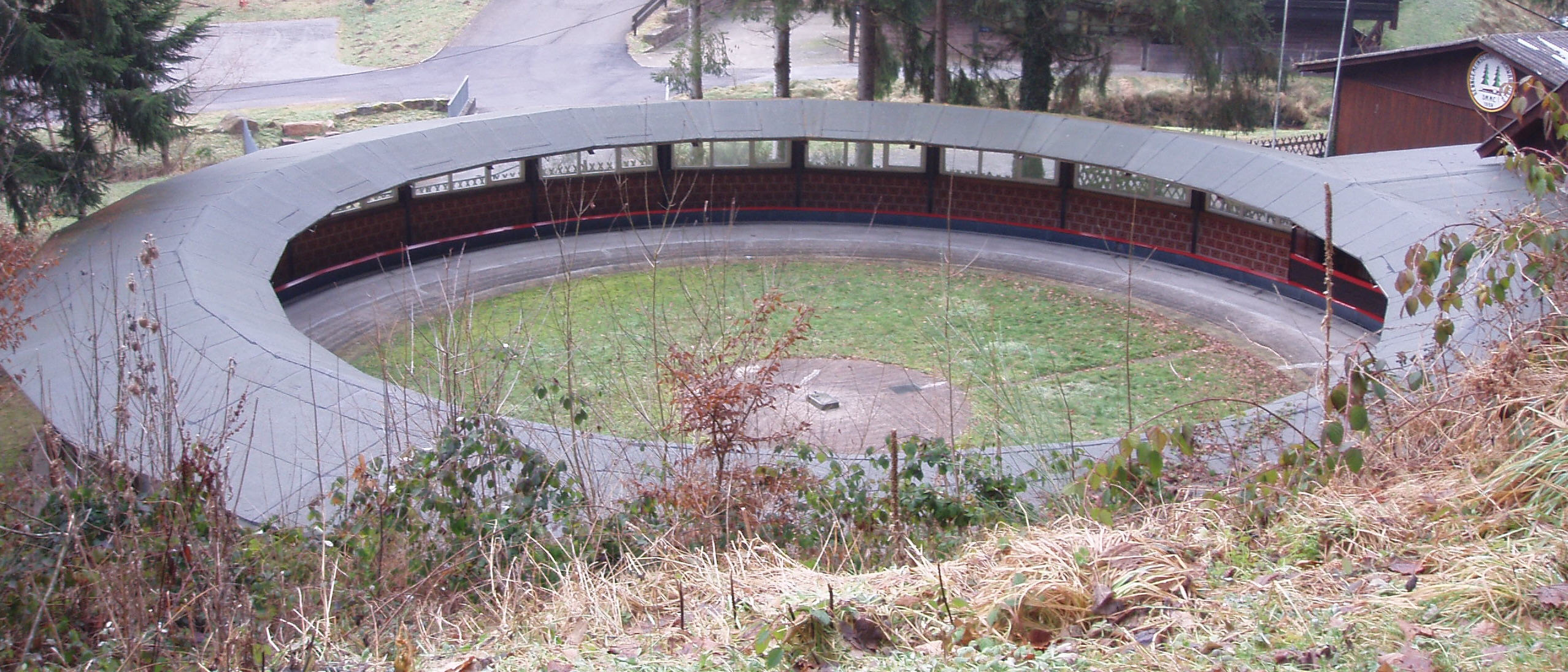
Piste.

Les voitures circulaires sont animées par un moteur à combustion (deux temps) par cylindrée de 1,5 cm3, 2,5 cm3, 3,5 cm3, 5 cm3 ou 10 cm3, gorgé d’alcool méthylique et d’huile de ricin. Ils vont sur une piste circulaire de 19,90 m de diamètre, les petits véhicules étant reliés par un câble à un pylône central tournant. Les vitesses réelles atteintes dépassent les 330 km/h.